# San Sebastián en Palatino (título cardenalicio)
San Sebastián en Palatino es un título cardenalicio diaconal de la Iglesia Católica. Fue instituido por el papa Pablo VI en 1973 con la constitución apostólica Auctis pro Ecclesiae.

## Titulares
- Ferdinando Giuseppe Antonelli, O.F.M. (5 de marzo de 1973 - 2 de febrero de 1983); título presbiteral pro illa vice (2 de febrero de 1983 - 12 de julio de 1993)
- Yves Congar, O.P. (26 de noviembre de 1994 - 22 de junio de 1995)
- Dino Monduzzi (21 de febrero de 1998 - 13 de octubre de 2006)
- John Patrick Foley (24 de noviembre de 2007 - 11 de diciembre de 2011)
- Edwin Frederick O'Brien (18 de febrero de 2012)